# THEESatisfaction
THEESatisfaction foi uma dupla de música americana, de Seattle, Washington, de que faziam parte Stasia "Stas" Irons e Catherine "Cat" Harris-White.

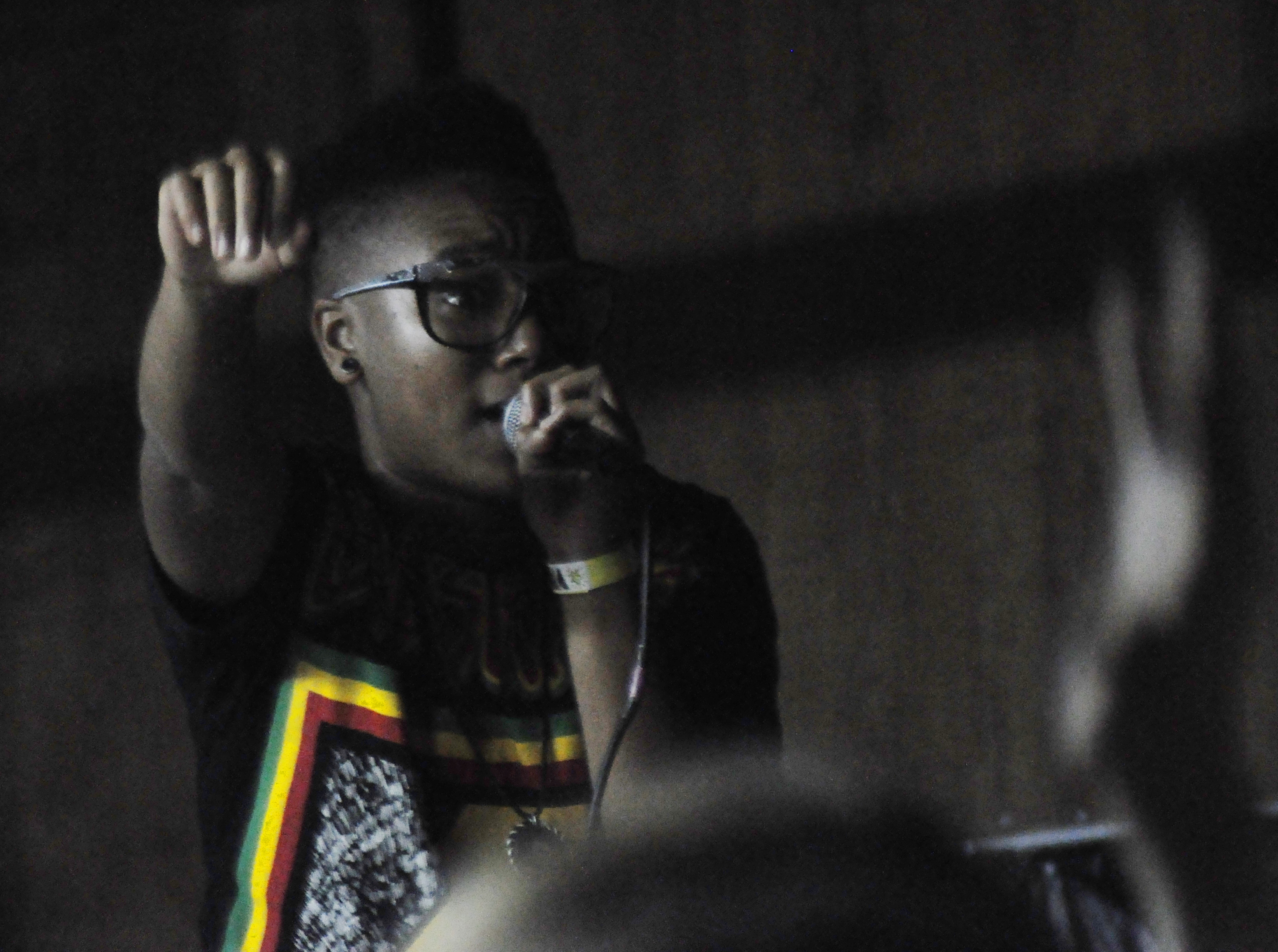
Stasia "Stas" Irons num espectáculo de THEESatisfaction em Seattle em 2009.

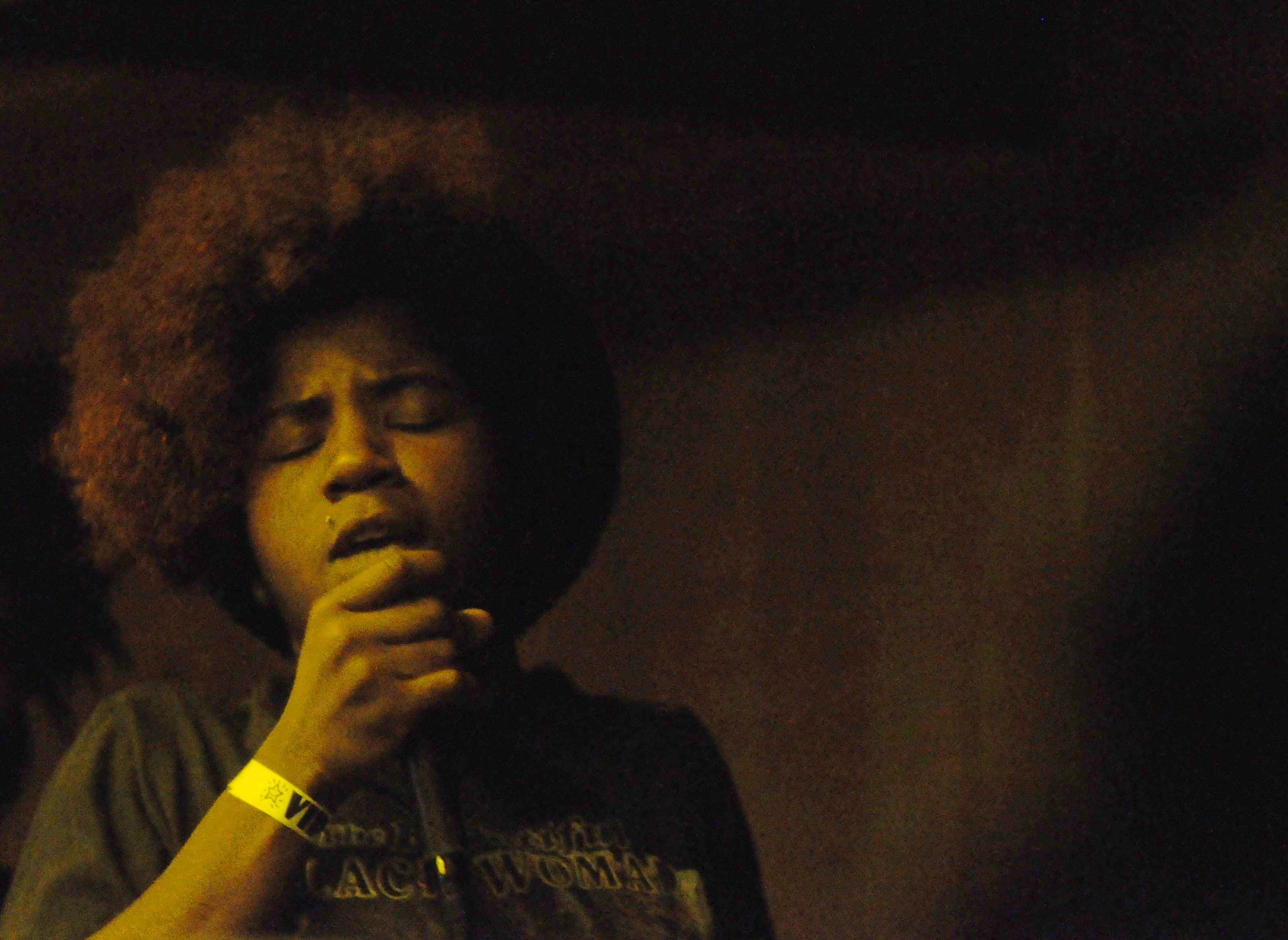
Catherine "Cat" Harris-White num espectáculo de THEESatisfaction em Seattle em 2009.

Stasia Irons ("Stas") nasceu em 1985 em Tacoma, Washington. Catherine Harris-White ("Cat") nasceu em 1986 em São Francisco, Califórnia, tendo sido criada no Hawaii. Stas mudou-se de Tacoma para Seattle em 1996,  enquanto Cat veio do Hawaii para Seattle em 1997. As duas conheceram-se em 2005, quando Stas estudava na Universidade de Washington e Cat no Cornish College of the Arts.
THEESatisfaction foi formado em 2008 e começou a lançar gravações por conta própria através do Bandcamp. Em 2010, a dupla lançou um single colaborativo com Champagne Champagne, intitulado "Magnetic Blackness". Foram apresentadas no álbum de 2011 do Shabazz Palaces, Black Up .
Em 2011, a dupla assinou contrato com a editora Sub Pop. Foi o segundo grupo de hip hop a assinar com a Sub Pop.
A dupla lançou um álbum de estúdio, Awe Naturale, na Sub Pop em 27 de março de 2012.
O álbum de estúdio seguinte, Earthee, foi lançado na Sub Pop em 24 de fevereiro de 2015.
Em 2016, THEESatisfaction anunciou que havia decidido "encerrar o grupo" para "descansar, refletir e crescer de forma independente." 

## Discografia

### Álbuns de estúdio
- Awe Naturale (2012)
- Earthee (2015)

### EPs
- That's Weird (2008)
- Snow Motion (2009)
- Transitions (2010)
- THEESatisfaction Loves the Sa-Ra Creative Partners (2010)
- THEESatisfaction Loves Stevie Wonder: Why We Celebrate Colonialism (2010)
- Sandra Bollocks Black Baby (2011)
- THEESatisfaction Loves Anita Baker (2012)
- THEESatisfaction Loves Erykah Badu (2013)
- And That's Your Time (2013)

### Músicas
- "Magnetic Blackness" (2010) (with Champagne Champagne)
- "I Don't Like You" (2015)